# Uriah
Uriah è una unincorporated community degli Stati Uniti d'America situata nella contea di Monroe dello Stato dell'Alabama.